# 스타덤 엔터테인먼트의 음반
이 문서는 스타덤 엔터테인먼트에서 발표한 음반 목록이다.

## 2009년
- 2009년 1월 5일 라이머 - [Digital Single] 무슨 말이 필요해
- 2009년 1월 20일 버벌진트 - 마취중진담 (Single)[1]
- 2009년 2월 3일 조PD - 작전 OST[2]
- 2009년 4월 28일 버벌진트 - [Digital Single] Stay Strong (With Ja)
- 2009년 7월 2일 비즈니즈 - Suga Luv
- 2009년 8월 26일 미스에스 - Miss $ S Class
- 2009년 10월 9일 라이머 - [Digital Single] Change Up
- 2009년 10월 26일 버벌진트 - The Good Die Young
- 2009년 12월 8일 버벌진트 - 사수자리 vol.2: 과잉진화
- 2009년 12월 16일 라이머 - [Digital Single] 세상에 눈이 내리면

## 2010년대
- 2010년 2월 22일 조PD - [Digital Single] 보란듯이
- 2010년 3월 8일 조PD - Victory
- 2010년 4월 15일 조PD, 버벌진트 - 2 The Hard Way
- 2010년 5월 10일 정슬기 - [Digital Single] 결국 제자리
- 2010년 6월 1일 정슬기 - [Digital Single] 주변인
- 2010년 6월 14일 조PD - [Digital Single] 랄라랜드[3]
- 2010년 7월 27일 비즈니즈 - Ego
- 2010년 9월 10일 미스에스 - Miss Independent
- 2010년 10월 4일 B.N.R. - [Digital Single] 그저그런얘기
- 2010년 10월 22일 미스에스 - Pro.Miss.U
- 2010년 11월 22일 정슬기 - 어떻게 한번을 안 마주치니
- 2010년 12월 6일 버벌진트 - Go Easy 0.5 (EP)
- 2011년 2월 11일 정슬기 - 웃어요, 엄마 OST Part.6
- 2011년 2월 14일 비즈니즈 - [Digital Single] The Brand New
- 2011년 2월 28일 버벌진트 - [Digital Single] 어베일러블
- 2011년 4월 14일 블락비 - Do U Wanna B?
- 2011년 6월 23일 블락비 - New Kids On The Block
- 2011년 7월 8일 비즈니즈 - [Digital Single] Local Player (로컬 플레이어)[4]
- 2011년 8월 17일 블락비 - 몽땅 내사랑 OST Special
- 2011년 10윌 12일 조PD - State Of The Art & Art Of Business
- 2012년 2월 2일 블락비 - Welcome To The Block
- 2012년 4월 30일 블락비 - Welcome To The Block (Repackage)
- 2012년 6월 5일 블락비 - 유령 OST Part.1
- 2012년 8월 10일 이블 - 폭파해줘
- 2012년 9월 7일 블락비 - 천번째 남자 OST Part.4
- 2012년 9월 17일 지코 - 골든 타임 OST Part.9[5]
- 2012년 10월 17일 블락비 - BLOCKBUSTER
- 2013년 3월 18일 이블 - Second Evolution
- 2013년 6월 11일 앤디(A47) - A.L.B. Andy (A47) Mini Album
- 2013년 7월 31일 앤디(A47) - [Digital Single] My Way[6]
- 2013년 9월 16일 조PD - In Stardom V3.0
- 2013년 10월 24일 탑독 - Dogg`s Out
- 2013년 12월 12일 탑독 - Dogg`s Out Repackage
- 2014년 1월 16일 탑독 - 아라리오
- 2014년 2월 24일 탑독 - 아라리오 Special Album
- 2014년 6월 9일 탑독 - AmadeuS
- 2014년 7월 16일 조PD, 탑독 - [Digital Single] 이건 아니지 않나 싶어
- 2014년 8월 22일 탑독 - AmadeuS (Deluxe Edition)
- 2014년 9월 26일 키도 - 작은 앨범
- 2014년 10월 24일 탑독 - [Digital Single] Anniversary
- 2015넌 3월 18일 조PD - 황금알을 낳는 거위 Part.1
- 2015년 4월 7일 탑독 - [Digital Single] Butterfly Core (명탐정 코난 13기 주제가)
- 2015년 5월 7일 야노, 상도 - 냄새를 보는 소녀 OST Part.8[7]
- 2015년 8월 25일 탑독 - [Digital Single] 비켜줄래 (웹툰 독고 OST)
- 2015년 10월 19일 탑독 - The Beat
- 2016년 3월 3일 탑독 - 돌아와요 아저씨 OST Part.2
- 2016년 3월 31일 호준 - 돌아와요 아저씨 OST Part.7
- 2016년 11월 1일 조PD - 우리집에 사는 남자 OST Track 3[8]
- 2016년 11월 7일 탑독 - First Street